# Age Ain’t Nothing but a Number (dal)
Az Age Ain’t Nothing but a Number Aaliyah amerikai énekesnő harmadik kislemeze első, Age Ain’t Nothing but a Number című albumáról. Ez lett az első kislemeze, ami az USA-ban nem került be a Top 40-be.

## Fogadtatása
A dal egy tizenéves lányról szól, aki idősebb férfival akar járni, és azt énekli, hogy a kor nem számít. A kislemez megjelenése idején, 1994 végén kezdett el terjengeni a pletyka, hogy a tizenöt éves Aaliyah és a huszonhét éves R. Kelly titokban összeházasodtak. A pletykát mindketten tagadták, a VIBE magazin azonban leközölte a házassági anyakönyvi kivonatot, melyben Aaliyah-t tizennyolc évesnek tüntették fel. A kritikusok szerint ez volt az oka, hogy a dal rosszul teljesített a slágerlistán.

## Videóklip
A videóklipet Millicent Shelton rendezte és 1995 elején jelent meg. Nagyrészt fekete-fehér. A klipben szerepel Proof a D12-ből és Aaliyah bátyja, Rashad Haughton.

## Számlista
CD maxi kislemez
12" maxi kislemez (Egyesült Királyság)
1. Age Ain’t Nothing but a Number (LP Version No Intro) – 4:14
2. Age Ain’t Nothing but a Number (Instrumental) – 4:14
3. Age Ain’t Nothing but a Number (Havok 12" Mix) – 4:15
4. Age Ain’t Nothing but a Number (Linslee 12" Mix) – 4:25

## Helyezések
| Slágerlista (1994/1995)                        | Legmagasabb helyezés |
| ---------------------------------------------- | -------------------- |
| USA Billboard Hot 100                          | 75                   |
| USA Billboard Hot R&B/Hip-Hop Singles & Tracks | 35                   |
| USA Billboard Hot R&B/Hip-Hop Airplay          | 31                   |
| USA Billboard Rhythmic Top 40                  | 36                   |
| Brit Top 75 kislemez                           | 32                   |